# Missile superficie-superficie

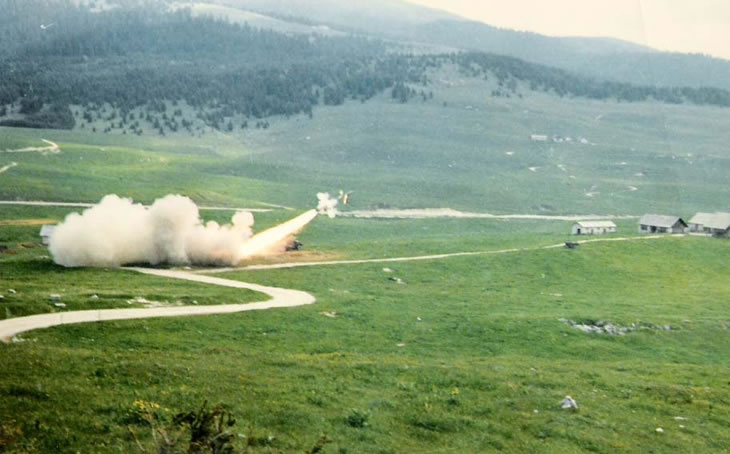
Lancio di un missile terra-terra Honest John negli anni '60 del secolo scorso sull'altopiano di Asiago

I missili superficie-superficie, conosciuti anche come SSM (dall'inglese: Surface to Surface Missile) o  GGM (Ground to Ground Missile,  missile terra-terra), sono armi lanciate da una piattaforma terrestre o navale e destinate a colpire bersagli siti al suolo oppure in mare.
Rientrano in questa categoria tutte le varie tipologie di missili balistici ed i missili da crociera (ad eccezione delle versioni ALCM: Air-launched Cruise Missile).